# (458) Hercynia
(458) Hercynia ist ein Asteroid des Hauptgürtels, der am 21. September 1900 von den deutschen Astronomen Max Wolf und Arnold Schwassmann entdeckt wurde.
Der Name des Asteroiden ist von der lateinischen Bezeichnung für den Herkynischen Wald abgeleitet, dem Sammelbegriff für eine antike Waldlandschaft im Gebiet des heutigen Deutschlands. Die Benennung erfolgte 1903 auf Vorschlag von Johannes Riem.